# Santa Albertina
Santa Albertina es un municipio brasileño situado en la región noroeste del estado de São Paulo. Tiene una población estimada, en 2021, de 6036 habitantes. Se localiza a una latitud 20º01'55" sur y a una longitud 50º43'40" oeste.

## Geografía
El área del municipio, según el IBGE, es de 272,69 km² y su altitud media es de 420 metros sobre el nivel del mar.

### Demografía
Datos del Censo - 2010
- Población total: 5.723
- Urbana: 4.891
- Rural: 832
- Hombres: 2.905
- Mujeres: 2.818

Densidad demográfica (hab./km²): 20,98
Datos del Censo - 2000
- Mortalidad infantil hasta 1 año (por mil): 14,00
- Expectativa de vida (años): 72,24
- Tasa de fertilidad (hijos por mujer): 2,16
- Tasa de alfabetización: 84,84%
- Índice de Desarrollo Humano (IDH-M): 0,784
  - IDH-M Salario: 0,714
  - IDH-M Longevidad: 0,787
  - IDH-M Educación: 0,851

(Fuente: IPEADATA)

### Hidrografía
- Rio Grande

### Carreteras
- SP-561

## Administración
- Prefecto: Gerson Formigoni Junior (2021-2024)
- Viceprefecto: Genivaldo Quirino de Almeida (2021-2024)

## Religión
El Cristianismo está presente en la ciudad de la siguiente manera:

### Iglesia Católica
La iglesia católica del municipio forma parte de la Diócesis de Jales.

### Iglesia Protestante
En la ciudad están presentes las más diversas creencias evangélicas, principalmente pentecostales, incluidas las Asambleas de Dios de Brasil (la iglesia evangélica más grande del país), Congregación Cristiana, entre otras. Estas denominaciones están creciendo cada vez más en todo Brasil.